# Metabranchipus patrizii
Metabranchipus patrizii är en kräftdjursart som beskrevs av Masi 1925. Metabranchipus patrizii ingår i släktet Metabranchipus och familjen Branchipodidae. Inga underarter finns listade i Catalogue of Life.